# Памятник Степану Разину (Ростов-на-Дону)
Памятник Степану Разину ― один из монументов в городе Ростов-на-Дону. Посвящён Степану Тимофеевичу Разину, предводителю крестьянского восстания 1670—1671 года. Является выявленным объектом культурного наследия.

## История
Степан Разин, предводитель  крупнейшего крестьянско-казачьего восстания в середине XVII века, был рождён и воспитан на Дону. И именно отсюда он двинулся с преданными ему людьми против царя. На Дону есть  много памятных мест, связанных с легендарным донским атаманом. В станице Старочеркасской сохранился дом, в котором родился Степан Разин. В течение нескольких лет историки и археологи ищут и раскапывают Кагальницкий казачий городок, в котором размещался атаман со своим войском. В Новочеркасском музее экспонируется скульптурная фигура С. Разина работы Е.В. Вучетича. Этот образ прославленного атамана долгое время создавал вокруг себя множество легенд, к которому обращались многие деятели культуры. Одними из них были народный художник СССР С. Т. Коненков (который не дожил до установки памятника, но сотворил его деревянную модель) и архитектор Л. М. Лобак, которые взялись за разработку проекта памятника, посвящённого атаману. Все скульптуры были выполнены из бетона на местном заводе. 
5 июня 1972 года на набережной Ростова-на-Дону, неподалеку от мореходного училища им. Седова, был установлен памятник Степану Разину и его верной дружине.

### Внешний вид
Памятник представляет собой композицию из семи скульптур, которая включают в себя фигуры Степана Разина и персидской княжны, а также пятерых верных ему  дружинников, которые стоят на ладье.